# Église Saint-Jacques de La Bosse
L'église Saint-Jacques est une église catholique située à La Bosse, en France.

## Localisation
L'église est située dans le département français de la Sarthe, dans le bourg de La Bosse.

## Architecture
L'église est inscrite au titre des monuments historiques depuis le 7 décembre 1939.